# Carlos Filipe Ximenes Belo
Pour les articles homonymes, voir Ximenes (homonymie) et Belo.
Carlos Filipe Ximenes Belo, né le 3 février 1948 à Baucau, alors au Timor portugais, est un religieux salésien, évêque catholique, administrateur apostolique de Dili de 1988 à 2002. Il est co-lauréat avec José Ramos-Horta du prix Nobel de la paix de 1996 pour leur travail lors de la recherche d'une résolution pacifique et équitable du conflit au Timor oriental. 
En 2022, il est accusé du viol de jeunes hommes. 

## Biographie
Il naît et grandit dans le district de Baucau dans le nord du Timor, alors portugais. Il perd son père, instituteur, alors qu'il n'a que deux ans. Il effectue sa scolarité à Baucau et à Ossu avant d'entrer au petit séminaire de Daré, dans la périphérie de Dili où il poursuit sa scolarité et ses études jusqu'en 1968. 
De 1969 à 1981, il vit principalement à Rome et au Portugal où, ayant rejoint les salésiens, il suit les cycles de philosophie et de théologie en vue du sacerdoce. Il est ordonné prêtre le 26 juillet 1980. 
De retour au Timor en juillet 1981, il exerce vingt mois comme professeur puis directeur pendant deux mois du collège salésien de Futumaca.
En 1983, le Saint-Siège le nomme administrateur apostolique de Dili, le mettant, de fait, à la tête de l’Église est-timoraise. Cette nomination est soutenue par le pro-nonce à Jakarta (en) et par les autorités indonésiennes qui voient en lui un pasteur soumis. A contrario, les prêtres timorais boycottent sont installation en signe de défiance. Mais à peine cinq mois après son arrivée, il proteste avec véhémence lors d'un sermon dans sa cathédrale, contre les brutalités commises à Craras et les arrestations perpétrées par l'Indonésie. L’Église est alors la seule institution à même de communiquer avec le monde extérieur. Le nouvel administrateur apostolique écrit des lettres et prend des contacts dans le monde entier pour alerter sur la situation au Timor et tenter de briser l'isolement dont est victime la province. 
Le 21 mars 1988, le pape Jean-Paul II lui accorde la dignité épiscopale et le nomme évêque titulaire de Lorium (de). Il reçoit la consécration le 19 juin 1988 des mains de Francesco Canalini, pro-nonce en Indonésie (en). 
En février 1989, il écrit au président portugais, Mário Soares, au pape Jean-Paul II et au secrétaire général des Nations unies Javier Pérez de Cuellar, réclamant un référendum d'auto-détermination pour le Timor oriental sous l'égide des Nations unies) et demandant de l'aide pour le Timor « qui est en train de mourir, comme peuple et comme nation ». Lorsque la lettre adressée aux Nations-Unies est rendue publique en avril, il est plus que jamais la cible des autorités indonésiennes. La précarité de sa situation augmente encore lorsque, comme il l'avait déjà fait par le passé, il donne refuge en 1991, dans sa propre résidence, à de jeunes rescapés du massacre de Santa Cruz et a le courage d'en révéler l'ampleur.  
L'action de Carlos Filipe Ximenes Belo au service de la cause est-timoraise, pour y rétablir paix et réconciliation est reconnue mondialement lorsque lui est attribué, conjointement a José Ramos-Horta, le prix Nobel de la paix 1996.

## Accusations d'abus sexuels sur mineurs
Alors que les premières accusations contre l'évêque salésien commencent à apparaitre, le 26 novembre 2002, Jean-Paul II accepte sa démission du poste d'administrateur apostolique de Dili, officiellement pour des raisons de santé.  
En janvier 2003, Carlos Filipe Ximenes Belo rejoint le Portugal pour « se rétablir »,.  
En juin 2004, il devient « assistant des prêtres » à Maputo, au Mozambique, avant de revenir vivre au Portugal.
En 2022, il est accusé dans une enquête de l’hebdomadaire néerlandais De Groene Amsterdammer de violences sexuelles sur des garçons mineurs pendant une vingtaine d’années,,.
Selon les déclarations de Norberto do Amaral, président de la Conférence épiscopale du Timor, il est désormais soumis à des restrictions de mouvements pour lesquels « il doit demander la permission au Vatican ».
Lors d'une conférence de presse fin septembre 2022, le Vatican précise que « la congrégation pour la Doctrine de la foi s'est intéressée à l'affaire pour la première fois en 2019. À la lumière des allégations reçues sur le comportement de l'évêque, la congrégation lui a imposé certaines restrictions disciplinaires en septembre 2020. Il s'agissait notamment de restrictions à ses déplacements et à l'exercice de son ministère, d'une interdiction de contact volontaire avec des mineurs, d'entretiens et de contacts avec le Timor oriental. [..] En novembre 2021, ces mesures ont été modifiées et encore renforcées. En ces deux occasions, les mesures ont été formellement acceptées par l'évêque. ».

### Affaire connexe
L'Américain Richard Daschbach (de) est renvoyé de l’état clérical en 2018, après avoir avoué des viols sur des fillettes de l’orphelinat de Topu Honis à Oecusse. En décembre 2021, il est le premier prêtre condamné au Timor oriental pour pédocriminalité,.

## Distinctions
- Prix de la liberté John Humphrey du centre canadien Droits et Démocratie en 1995
- Prix Nobel de la paix 1996, conjointement à José Ramos-Horta
- Docteur honoris causa de l'université de Porto (octobre 2000)
- Prix de la personnalité lusophone de l'année 2010 attribué par le « Mouvement international lusophone »